# منطقة كرويه
منطقة كرويه (بالألبانية: Rrethi i Krujës) هي واحدة من ستة وثلاثين منطقة تقع في ألبانيا وهي جزء من مقاطعة دوريس.